# Brit Awards 2001
Les Brit Awards 2001 ont lieu le 26 février 2001 à l'Earls Court Exhibition Centre à Londres. Il s'agit de la 21e cérémonie des Brit Awards, présentée par le duo Ant & Dec (en). Elle est enregistrée et diffusée à la télévision sur la chaîne ITV.

## Interprétations sur scène
Plusieurs chansons sont interprétées lors de la cérémonie :
- Coldplay: Trouble
- Craig David : Fill Me In
- Destiny's Child : Independent Women Part I
- Eminem : The Real Slim Shady
- Hear'Say (en) : Pure and Simple
- Robbie Williams : Rock DJ
- Sonique : It Feels So Good (en)
- Westlife : Uptown Girl
- U2 : One / Beautiful Day / Until the End of the World

## Palmarès
Les lauréats apparaissent en caractères gras.

### Meilleur album britannique
- Parachutes de Coldplay
  - Born to Do It de Craig David
  - Lost Songs de David Gray
  - Kid A de Radiohead
  - Sing When You're Winning de Robbie Williams

### Meilleur single britannique
- Rock DJ de Robbie Williams
  - Pure Shores de All Saints
  - Yellow de Coldplay
  - 7 Days de Craig David
  - Babylon de David Gray
  - The Time Is Now de Moloko
  - It Feels So Good (en) de Sonique
  - Groovejet (If This Ain't Love) de Spiller feat. Sophie Ellis-Bextor
  - Overload de Sugababes
  - Dancing in the Moonlight de Toploader (en)

Note : Le vainqueur est désigné par un vote des auditeurs de plusieurs radios indépendantes britanniques.

### Meilleur artiste solo masculin britannique
- Robbie Williams
  - Badly Drawn Boy
  - Craig David
  - Fatboy Slim
  - David Gray

### Meilleure artiste solo féminine britannique
- Sonique
  - Dido
  - PJ Harvey
  - Jamelia
  - Sade

### Meilleur groupe britannique
- Coldplay
  - All Saints
  - Moloko
  - Radiohead
  - Toploader (en)

### Meilleure vidéo britannique
- Rock DJ de Robbie Williams
  - Pure Shores de All Saints
  - Yellow de Coldplay
  - 7 Days de Craig David
  - Money de Jamelia
  - The Time Is Now de Moloko
  - It Feels So Good (en) de Sonique
  - In Demand de Texas
  - Dancing in the Moonlight de Toploader (en)
  - Coming Aroud de Travis

Note : Le vainqueur est désigné par un vote des téléspectateurs de VH1.

### Révélation britannique
- A1
  - Artful Dodger
  - Coldplay
  - Craig David
  - Toploader (en)

Note : Le vainqueur est désigné par un vote des auditeurs de BBC Radio 1. Les cinq nommés sont issus d'un tour préliminaire divisé en quatre catégories:
| Révélation dance - Artful Dodger - Chicane - Oxide & Neutrino - Shaft - Sonique | Révélation pop - A1 - Atomic Kitten - Richard Blackwood - Lolly - Point Break | Révélation rock - Badly Drawn Boy - Coldplay - Death in Vegas - Muse - Toploader | Révélation R&B/Urban - Architechs - MJ Cole - Craig David - DJ Luck & MC Neat - Sweet Female Attitude |

### Meilleur artiste dance britannique
- Fatboy Slim
  - Artful Dodger
  - Craig David
  - Moloko
  - Sonique

### Meilleur artiste pop
- Westlife
  - Ronan Keating
  - S Club 7
  - Britney Spears
  - Steps

Note : Le vainqueur est désigné par un vote des lecteurs du journal The Sun.

### Meilleur artiste solo masculin international
- Eminem
  - Wyclef Jean
  - Ronan Keating
  - Ricky Martin
  - Sisqó

### Meilleure artiste solo féminine internationale
- Madonna
  - Kylie Minogue
  - Pink
  - Jill Scott
  - Britney Spears

### Meilleur groupe international
- U2
  - The Corrs
  - Santana
  - Savage Garden
  - Westlife

### Révélation internationale
- Kelis
  - Lene Marlin
  - Pink
  - Jill Scott
  - Westlife

### Meilleure bande originale de film
- American Beauty de divers artistes
  - The Virgin Suicides de Air
  - Selmasongs (BO de Dancer in the Dark) de Björk
  - Billy Elliot de divers artistes
  - La Plage (The Beach) de divers artistes
  - Shaft de divers artistes

### Contribution exceptionnelle à la musique
- U2

## Artistes à nominations multiples
- 6 nominations :
  - Craig David

- 5 nominations :
  - Coldplay

- 4 nominations :
  - Moloko
  - Toploader
  - Robbie Williams

- 3 nominations :
  - All Saints
  - David Gray
  - Sonique
  - Westlife

- 2 nominations :
  - Artful Dodger
  - Fatbot Slim
  - Jamelia
  - Ronan Keating
  - Pink
  - Radiohead
  - Jill Scott
  - Britney Spears

## Artistes à récompenses multiples
- 3 récompenses :
  - Robbie Williams

- 2 récompenses :
  - Coldplay
  - U2